# سوپرجام فوتبال ایتالیا ۱۹۹۳

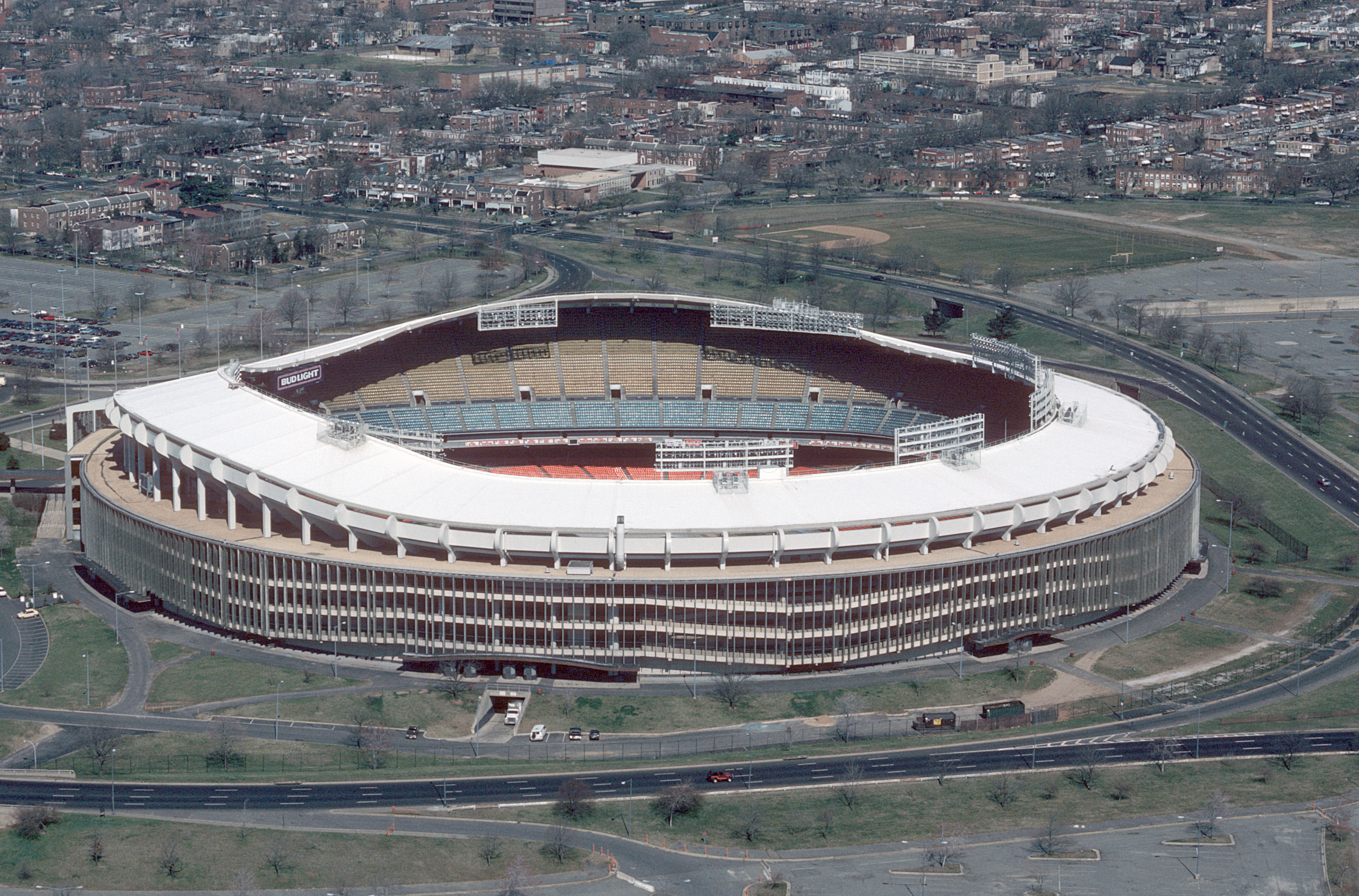
ورزشگاه یادبود رابرت اف. کندی جایی که بازی انجام شد.

سوپر جام فوتبال ایتالیا ۱۹۹۳ (انگلیسی: 1993 Supercoppa Italiana) ششمین دورهٔ مسابقهٔ سوپر جام فوتبال ایتالیا بود که بین قهرمان سری آ و قهرمان جام حذفی فوتبال ایتالیا برگزار شد.
این دیدار در تاریخ ۲۱ اوت ۱۹۹۳ برگزار شد و آ.ث. میلان به مقام قهرمانی دست یافت.

## تیم‌ها
- آ.ث. میلان: قهرمان سری آ فصل ۹۳-۱۹۹۲
- تورینو: قهرمان جام حذفی ایتالیا فصل ۹۳-۱۹۹۲